# Zyklische Zahl
Eine zyklische Zahl (auch: Phönixzahl) ist eine {\displaystyle n}-stellige natürliche Zahl, deren Produkt bei Multiplikation mit einer natürlichen Zahl von 1 bis {\displaystyle n} die gleichen Ziffern wie die Ausgangszahl in derselben zyklischen Reihenfolge enthält.

Die zyklische Zahl 142857 multipliziert mit den Zahlen 1 bis 6

Die kleinste nichttriviale zyklische Zahl im Dezimalsystem ist 142857:
{\displaystyle {\begin{array}{rrr}1\cdot 142.857&=&{\mathtt {142.857}}.\\2\cdot 142.857&=&{\mathtt {285.714}}.\\3\cdot 142.857&=&{\mathtt {428.571}}.\\4\cdot 142.857&=&{\mathtt {571.428}}.\\5\cdot 142.857&=&{\mathtt {714.285}}.\\6\cdot 142.857&=&{\mathtt {857.142}}.\\7\cdot 142.857&=&{\mathtt {999.999}}.\\\end{array}}}

## Generierung
Leonard E. Dickson fand heraus, dass alle zyklischen Zahlen Perioden von periodischen Zahlen sind, die man als Kehrwert bestimmter Primzahlen gewinnen kann. So ist der Kehrwert von 7 gleich 0,142857142857… und enthält genau die erste zyklische Zahl als Periode: {\displaystyle {\overline {142857}}}. Solche Zahlen, die Perioden einer zyklischen Zahl erzeugen, werden auch Generatorzahlen genannt:
7, 17, 19, 23, 29, 47, 59, 61, 97, 109, 113, 131, 149, 167, 179, 181, 193, 223, 229, 233, 257, 263, 269, 313 … (Folge A001913 in OEIS)
Generatorzahlen im Dezimalsystem sind genau die Primzahlen {\displaystyle p}, welche die folgenden Bedingungen erfüllen:
1. Die Zahlenbasis 10 ist kein Vielfaches von {\displaystyle p}.
2. Für natürliche Zahlen {\displaystyle 0<n<p-1} ist {\displaystyle 10^{n}-1} kein Vielfaches von {\displaystyle p}.
3. {\displaystyle p} teilt die Zahl {\displaystyle 10^{p-1}-1}, das heißt {\displaystyle 10^{p-1}-1} ist Vielfaches von {\displaystyle p} bzw. es gilt {\displaystyle 10^{p-1}\equiv 1{\pmod {p}}}.
Die 486-stellige zyklische Zahl, die bei 487 entsteht, ist (bisher) die einzige bekannte, die selber durch ihre Generatorzahl teilbar ist. Damit hat die Periode von {\displaystyle {\tfrac {1}{487^{2}}}} auch nur so viele Stellen wie die von {\displaystyle {\tfrac {1}{487}}}, eben 486 und nicht die sonst zu erwartenden 486 × 487 = 236682. Dementsprechend erscheint auch bei der Primfaktorzerlegung der Zahl mit 486 Neunen bzw. Einsen (Repunitzahl) der Faktor 487 im Quadrat.

## Werte
Triviale zyklische Zahlen sind alle einstelligen Zahlen ({\displaystyle n=1}). Die ersten nicht-trivialen zyklischen Zahlen sind:
1. 142857   (6-stellig, erzeugt aus 1/7)
2. 0588235294117647   (16-stellig, erzeugt aus 1/17)
3. 052631578947368421   (18-stellig, erzeugt aus 1/19)
4. 0434782608695652173913   (22-stellig, erzeugt aus 1/23)
5. 0344827586206896551724137931   (28-stellig, erzeugt aus 1/29)

## Eigenschaften
- Jede nicht-triviale zyklische Zahl (im Dezimalsystem) ist durch 9 teilbar, z. B. 142857 / 9 = 15873.
- Multiplikation mit der Generatorzahl ergibt eine Folge von Neunen, z. B. 142857 × 7 = 999999.
- Gruppenweises Summieren ergibt eine Folge von Neunen, z. B. 142 + 857 = 999 und 14 + 28 + 57 = 99 (Midy's Theorem).[5] Dafür muss die Gruppenlänge hinreichend groß sein. Ist die Anzahl der Stellen durch eine Zahl beginnend bei 1 nicht teilbar, so sind für Aufteilungen in eine größere Anzahl an Gruppen keine Neunen-Folge mehr zu erwarten.
- Emil Artin stellte im Jahr 1927 die Vermutung auf, dass der Anteil der Generatorzahlen an der Menge aller Primzahlen gleich der Artin-Konstante C = 0,3739558136192… (Folge A005596 in OEIS) ist. Diese ist über die Lucas-Zahlen mit der Primzetafunktion verknüpft und bestimmbar.

## Andere Zahlenbasen
Zyklische Zahlen lassen sich in fast allen Zahlensystemen bilden, sofern deren Zahlenbasis keine Quadratzahl ist; im Quaternärsystem (Basis 4 = 2²) oder im Hexadezimalsystem (Basis 16 = 4²) gibt es daher keine zyklischen Zahlen.
Beispiel: Zur Zahlenbasis {\displaystyle B=2} ist für {\displaystyle p=11} die Zahl
{\displaystyle z:={\frac {B^{p-1}-1}{p}}={\frac {2^{10}-1}{11}}={\frac {1023}{11}}=93=0001011101_{2}}
eine zyklische Zahl. Denn es ist:
{\displaystyle {\begin{array}{rrrrr}1\cdot 93&=&0001_{2}\cdot 0001011101_{2}&=&{\mathtt {0001011101}}_{2}.\\2\cdot 93&=&0010_{2}\cdot 0001011101_{2}&=&{\mathtt {0010111010}}_{2}.\\3\cdot 93&=&0011_{2}\cdot 0001011101_{2}&=&{\mathtt {0100010111}}_{2}.\\4\cdot 93&=&0100_{2}\cdot 0001011101_{2}&=&{\mathtt {0101110100}}_{2}.\\5\cdot 93&=&0101_{2}\cdot 0001011101_{2}&=&{\mathtt {0111010001}}_{2}.\\6\cdot 93&=&0110_{2}\cdot 0001011101_{2}&=&{\mathtt {1000101110}}_{2}.\\7\cdot 93&=&0111_{2}\cdot 0001011101_{2}&=&{\mathtt {1010001011}}_{2}.\\8\cdot 93&=&1000_{2}\cdot 0001011101_{2}&=&{\mathtt {1011101000}}_{2}.\\9\cdot 93&=&1001_{2}\cdot 0001011101_{2}&=&{\mathtt {1101000101}}_{2}.\\10\cdot 93&=&1010_{2}\cdot 0001011101_{2}&=&{\mathtt {1110100010}}_{2}.\\11\cdot 93&=&1011_{2}\cdot 0001011101_{2}&=&{\mathtt {1111111111}}_{2}.\end{array}}}
Deshalb wird die Primzahl {\displaystyle p=11} eine lange Primzahl im Dualsystem (d. h. zur Basis {\displaystyle B=2}) genannt.
In vielen Zahlenbasen kann man zyklische Zahlen {\displaystyle z} nach der Formel {\displaystyle z={\frac {B^{q-1}-1}{q}}} (mit der Zahlenbasis {\displaystyle B} und dem Teiler {\displaystyle q}) darstellen, sofern {\displaystyle B} und {\displaystyle q} ( {\displaystyle 0<q<B} ) teilerfremd sind und die Modulzahl ({\displaystyle B} modulo {\displaystyle q}) nicht {\displaystyle 0}, {\displaystyle 1} oder größer {\displaystyle 3} sind. Schöne zyklische Zahlen enthalten jede Ziffer nur einmal. Hier ist eine Tabelle aus jüngster Zeit:
1. {\displaystyle B=5}, {\displaystyle q=3}: 13
2. {\displaystyle B=7}, {\displaystyle q=5}: 1254
3. {\displaystyle B=8}, {\displaystyle q=5}: 1463
4. {\displaystyle B=10}, {\displaystyle q=7}: 142857
5. {\displaystyle B=12}, {\displaystyle q=7}: 186A35
6. {\displaystyle B=13}, {\displaystyle q=11}: 12495BA837
7. {\displaystyle B=20}, {\displaystyle q=17}: 13ABF5HCIG984E27
8. {\displaystyle B=22}, {\displaystyle q=19}: 13A95H826KIBCG4DJF
9. {\displaystyle B=31}, {\displaystyle q=29}: 248H36CPK9J7ETSQMDROI5ALBNG
10. {\displaystyle B=32}, {\displaystyle q=29}: 139TPC4D7N5GHKUSM26JRIO8QFEB
11. {\displaystyle B=34}, {\displaystyle q=31}: 139TKSHILVRE8QAWUO4D5GFC26JP7N
12. {\displaystyle B=39}, {\displaystyle q=37}: 1248GXSHZWQDRFVO9IbaYUM5AL36CPBN7ETK
13. {\displaystyle B=46}, {\displaystyle q=43}: 139SeThdQYAW4CcNORbKEigaH5G26JBZDfX7MLI8PV
14. {\displaystyle B=50}, {\displaystyle q=47}: 139Sa8PQTdI4CcEiY26J7MH139Sa8PQTdI4CcEiY26J7MH
15. {\displaystyle B=56}, {\displaystyle q=53}: 139STWgEiL7MAVd5FlUZphHrnasqkRQNDfBYmXjOGoe8PK4Cc26J
16. {\displaystyle B=63}, {\displaystyle q=61}: 1248GX36COna9IbBMjRtmY5AKfJdFUzywskTxuocDQriPpeHZ7ESvqgLhNlW

Dabei werden die Buchstaben A, B, C, ... für die Ziffernwerte 10, 11, 12, ... verwendet sowie a, b, c, ... für die Ziffernwerte 36, 37, 38, ...